# Karsten Grove

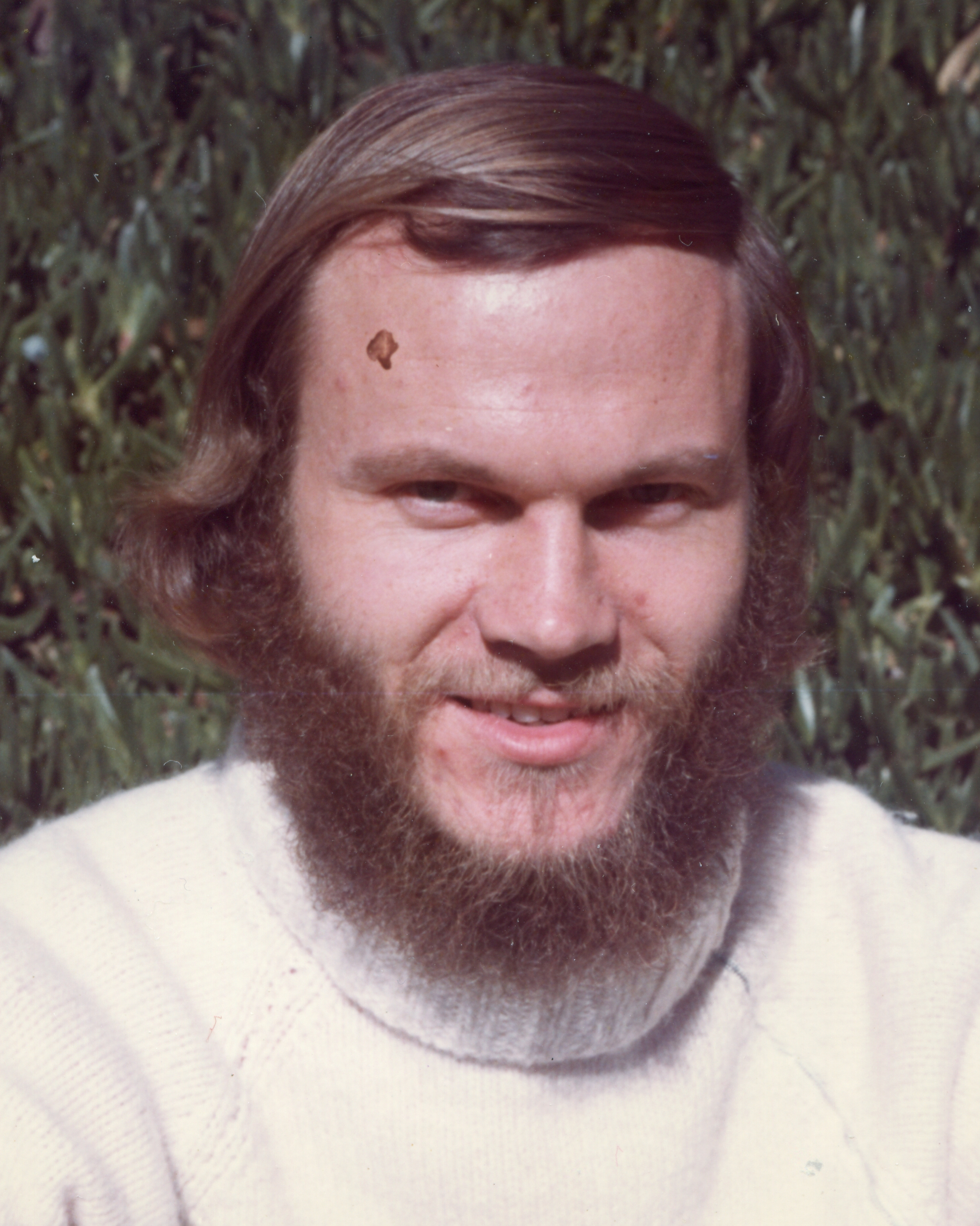
Karsten Grove

Karsten Grove (geb. vor 1960) ist ein dänisch-US-amerikanischer Mathematiker, der sich mit Differentialgeometrie und Topologie befasst.
Grove studierte Mathematik an der Universität Aarhus, mit dem Kandidaten-Abschluss 1971 (Über geschlossene Geodätische, dänisch) und dem Lizentiats-Abschluss 1974 (These:Condition "(C)" for the energy integral on certain path spaces and applications to the theory of geodesics) bei Vagn Lundsgaard Hansen. Er war Professor an der University of Maryland und ist Professor an der University of Notre Dame (Rev. Howard J. Kenna Professor). Inzwischen ist er emeritiert.
Er befasst sich mit metrischer Geometrie, Differentialgeometrie, Topologie und geometrischer Analysis.
1977 bewies er einen Sphärensatz mit K. Shiohama ohne obere Schranke für die Krümmung, aber mit unterer Schranke für den Durchmesser. Nachdem Alan Weinstein (1967) und Jeff Cheeger in den 1960er Jahren Endlichkeitssätze für die Anzahl der Homotopietypen von Mannigfaltigkeiten der Dimension d bei Beschränkung von Schnittkrümmung, Volumen und Durchmesser gaben, bewies Grove mit Petersen 1988 Endlichkeit bei unterer Schranke für die Schnittkrümmung und Volumen und oberer Schranke für den Durchmesser.
Er war Invited Speaker auf dem Internationalen Mathematikerkongress 1990 in Kyoto (Metric and Topological Measurements on Manifolds).

## Schriften
- mit Hermann Karcher: How to conjugate {\displaystyle C^{1}}-close group actions. In: Mathematische Zeitschrift. Bd. 132, 1973, S. 11–20.
- mit Hermann Karcher, Ernst A. Ruh: Group actions and curvature. In: Inventiones Mathematicae. Bd. 23, 1974, S. 31–48.
- mit Katsuhiro Shiohama: A generalized sphere theorem. In: Annals of Mathematics. Bd. 106, Nr. 1, 1977, S. 201–211, doi:10.2307/1971164.
- mit Detlef Gromoll: On metrics on {\displaystyle S^{2}} all of whose geodesics are closed. In: Inventiones Mathematicae. Bd. 65, 1981/1982, S. 175–177.
- mit Stephen Halperin: Contributions of rational homotopy theory to global problems in geometry. In: Publications Mathématiques de l'IHÉS. Bd. 56, 1982, S. 171–177, (online).
- Metric differential geometry. In: Vagn L. Hansen (Hrsg.): Differential Geometry. Proceedings of the Nordic Summer School held in Lyngby, Denmark, Jul. 29–Aug. 9, 1985 (= Lecture Notes in Mathematics. 1263). Springer, Berlin u. a. 1987, ISBN 3-540-18012-5, S. 171–227.
- mit Detlef Gromoll: A generalization of Berger´s rigidity theorem for positively curved manifolds. In: Annales Scientifiques de l'École Normale Supérieure. Bd. 20, Nr. 2, 1987, S. 227–239, doi:10.24033/asens.1530.
- mit Peter Petersen: Bounding homotopy types by geometry. In: Annals of Mathematics. Bd. 128, Nr. 2, 1988, S. 195–206, doi:10.2307/1971439.
- mit Peter Petersen, Jyh-Yang Wu: Geometric finiteness theorems via controlled topology. In: Inventiones Mathematicae. Bd. 99, 1990, S. 205–213.
- Ramifications of the classical sphere theorem. In: Arthur L. Besse (Hrsg.): Actes de la Table Ronde de Géométrie Différentielle en l'Honneur de Marcel Berger. Centre International de Rencontres Mathématiques de Luminy (CIRM) Marseille (France) 12–18 juillet 1992 (= Collection SMF. Séminaires et Congrès. 1). Société Mathématique de France, Paris 1996, ISBN 2-85629-047-7, S. 363–376.
- mit Frederick Wilhelm: Metric constraints on exotic spheres via Alexandrov geometry. In: Journal für die reine und angewandte Mathematik. Bd. 487, 1997, S. 201–217.
- mit Peter Petersen A radius sphere theorem. In: Inventiones Mathematicae. Bd. 112, 1993, S. 577–583.
- mit Burkhard Wilking, Wolfgang Ziller: Positively curved cohomogeneity one manifolds and 3-Sasakian geometry. In: Journal of Differential Geometry. Bd. 78, Nr. 1, 2008, S. 33–111, (online).
- als Herausgeber mit Peter Petersen: Comparison Geometry (= Mathematical Sciences Research Institute Publications. 30). Cambridge University Press, Cambridge u. a. 1997, ISBN 0-521-59222-4.
- als Herausgeber mit Ib Henning Madsen, Erik Kjær Pedersen: Geometry and Topology. Conference on Geometry and Topology, August 10–16, 1998, Aarhus University, Aarhus, Denmark (= Contemporary Mathematics. 258). American Mathematical Society, Providence RI 2000, ISBN 0-8218-2158-X.